# Laguna West-Lakeside (Kalifornija)
Laguna West-Lakeside je naseljeno područje za statističke svrhe u američkoj saveznoj državi Kalifornija. Prema popisu stanovništva iz 2010. u njemu je živjelo. stanovnika.